# Équation aux q-différences
En mathématiques, les équations aux q-différences forment une famille d'équations fonctionnelles dont l'étude est apparentée à celle des équations différentielles.
Dans une équation aux q-différences, le paramètre q est un nombre complexe dont le module est en général supposé différent de 1 (certains auteurs exigeant que ce module soit strictement supérieur à 1, d'autre qu'il soit strictement inférieur à 1). Sur un espace de fonctions de variable complexe, l'opérateur aux q-différences est défini par :
Il joue un rôle analogue à celui de l'opérateur de dérivation dans les équations différentielles. Ainsi, une fonction satisfaisant l'équation :
qu'on peut récrire sous la forme 
en posant {\displaystyle \delta _{q}(f)={\frac {\sigma _{q}(f)-f}{q-1}}}, jouera le rôle d'une fonction constante : les fonctions vérifiant cette équation, dans le corps des fonctions méromorphes sur {\displaystyle \mathbf {C} ^{*}}, s'identifient au corps des fonctions méromorphes sur la courbe elliptique {\displaystyle \mathbf {C} ^{*}/q^{\mathbf {Z} }}, donc à un corps de fonctions elliptiques. Une équation (ou système) sera dit linéaire si elle est de la forme :
où f est ici un vecteur de fonctions, et A une matrice.
Comme l'opérateur aux q-différences n'a que deux points fixes sur la sphère de Riemann (0 et ∞), l'étude locale des solutions ne se fait qu'au voisinage de ces deux points.
L'étude des équations aux q-différences se fait suivant plusieurs axes, similaires à certains axes pour l'étude des équations différentielles :
- l'étude des équations linéaires : on cherche à ramener une équation linéaire {\displaystyle \sigma _{q}(f)(z)=A(z)f(z)} à une équation à coefficients constants {\displaystyle \sigma _{q}(f)(z)=B.f(z)}, avec B une matrice inversible à coefficients complexes. Ceci est possible via des transformations de jauge, et sous des conditions techniques sur les coefficients de l'équation initiale. En décomposant la matrice B par l'algèbre linéaire, on ramène alors la résolution d'un tel système à la résolution des équations des caractères, pour c complexe :

dont la solution joue un rôle analogue à la fonction caractère {\displaystyle x\mapsto x^{c}} dans la théorie différentielle ; et une équation du logarithme :
Ces équations sont résolues à l'aide la fonction thêta de Jacobi.